# 246. Infanterie-Division (Wehrmacht)
La 246. Infanterie-Division fu una divisione dell'esercito tedesco attiva durante la seconda guerra mondiale, che venne creata nel 1939 e fu impiegata nella campagna di Francia e sul fronte orientale, dove fu sciolta nel 1944. Venne riorganizzata nella 246. Volksgrenadier-Division che venne schierata sul fronte occidentale e distrutta in Germania nell'aprile 1945.

## Storia

### 246. Infanterie-Division
La divisione fu costituita il 26 agosto 1939 a Darmstadt e dopo la formazione, fu trasferita nella zona tra Neustadt an der Weinstraße e Spira, come riserva della 1. Armee. Nel gennaio 1940 fu spostata per proteggere il confine tra Karlsruhe e Brühl, poi a Lauter, sul Reno, dove rimase durante e prime fasi della campagna di Francia. Tra il 15 e il 18 giugno 1940 ripulì dal nemico la zona vicino a Niederrödern, controllando le alture ai lati di Aschbach ed il 19 giugno, attaccò contro la linea Maginot, ma fu respinta. Il 20 giugno, dopo un breve fuoco di artiglieria e un attacco degli Stuka, attaccò la linea Maginot, ma fu ulteriormente respinta, nonostante ciò la linea Maginot fu sfondata da altre unità tedesche. Dopo un breve periodo come forza di occupazione, la divisione fu messa in congedo dall'agosto 1940 al febbraio 1941 e fu utilizzata per la protezione costiera nella Francia nordoccidentale. Il 31 dicembre 1941 l'Infanterie-Regiment 313 fu trasferito alla 337. Infanterie-Division, in cambio ricevette l'Infanterie-Regiment 689. Nel febbraio 1942 fu trasportata nella zona di Rzev, dove combatté per tutto il 1942 e nel marzo 1943 si ritirò nell'area di Vitebsk attraverso Dukhovshchina, Yelnya e Smolensk, subendo pesanti perdite e dopo la fine della ritirata disponeva solo della forza di un gruppo di combattimento. Con l'inizio dell'operazione Bagration, il 22 giugno 1944, parti della divisione furono respinte a Vitebsk, lì fu intrappolata, praticamente distrutta e sciolta il 3 agosto 1944; venne poi riorganizzata nella 246. Volksgrenadier-Division.

### 246. Volksgrenadier-Division
La 246. Volksgrenadier-Division fu istituita il 15 settembre 1944, nell'area di addestramento militare di Milowitz, in sostituzione della distrutta 246. Infanterie-Division, impiegando la 565. Volksgrenadier-Division. Alla fine di settembre fu trasferita sul fronte occidentale; dal 25 settembre raggiunse le zone di Jülich, Bedburg e Linnich e dal 28 settembre 1944 sostituì la 116. Panzer-Division, vicino ad Aquisgrana, dove subì pesanti perdite nei combattimenti per la città, che fu circondata dalle truppe alleate fino il 16 ottobre e distrutta il 21 ottobre 1944. Il 28 ottobre 1944 la divisione fu riorganizzata, incorporando anche i resti della 49. Infanterie-Division; fu poi schierata a est di Aquisgrana, dove ci furono nuovamente pesanti combattimenti difensivi che durarono per tutto novembre. Dal 26 dicembre 1944 fu trasferita nella zona di Zülpich, da lì fu schierata, nel gennaio 1945 nella zona di Amel e a metà febbraio fu schierata nell'area di Ormont. Il 27 febbraio fu trasferita alla 7. Armee e alla fine di febbraio occupò un tratto difensivo tra Scheid, Losheim e Stadtkyll. A marzo i resti della divisione attraversarono il Reno ad est, ma non furono più in grado di mantenere il fronte; a questo punto la divisione, gestita come gruppo da combattimento, contava una forza di 400 uomini. Il 26 marzo, i resti della divisione erano nella sezione di Weinheim ed il 28 marzo la U.S. 12th Armored Division iniziò il suo attacco nell'Odenwald, con i resti della 246. Volksgrenadier-Division che tentavano di resistere sulla riva sud del Neckar. Il 3 aprile 1945 i resti della divisione si trovavano nella zona di Heilbronn ed il 19 aprile furono respinti dalle truppe americane nella zona tra Schorndorf e Waiblingen. Il 21 aprile i resti della divisione riuscirono ad andare sulle Alpi Sveve e tra il 23 ed il 24 aprile ad attraversare la sponda orientale del Danubio, dove la divisione fu sciolta.

## Ordine di battaglia

### 246. Infanterie-Division
- Infanterie-Regiment 313
- Infanterie-Regiment 689
- Infanterie-Regiment 352
- Infanterie-Regiment 404
- Artillerie-Regiment 246
- Pionier-Bataillon 246
- Feldersatz-Bataillon 246
- Panzerabwehr-Abteilung 246
- Aufklärungs-Abteilung 246
- Infanterie-Divisions-Nachrichten-Abteilung 246
- Infanterie-Divisions-Nachschubführer 246[1]

### 246. Volksgrenadier-Division
- Grenadier-Regiment 352
- Grenadier-Regiment 404
- Grenadier-Regiment 689
- Artillerie-Regiment 246
- Divisions-Einheiten 246[3]

## Decorazioni
Alcuni soldati della 246. Infanterie-division e della 246. Volksgrenadier-Division furono premiati per le loro azioni in guerra:
- Croce Tedesca
  - in oro: 12
- Croce di Cavaliere della croce di ferro: 11
  - Croce di Cavaliere con foglie di quercia: 2
- Distintivo per combattimenti ravvicinati:
  - in bronzo: 1
  - in argento: 1

## Comandanti

### 246. Infanterie-Division
- Generalleutnant Erich Denecke (1° settembre 1939 - 13 dicembre 1941)
- Generalleutnant Maximilian Siry (13 dicembre 1941 - 16 maggio 1943)
- Generalmajor Konrad von Alberti (16 maggio 1943 - 12 settembre 1943)
- Generalmajor Heinz Fiebig (12 settembre 1943 - 5 ottobre 1943)
- Generalleutnant Wilhelm Falley (5 ottobre 1943 - 20 aprile 1944)
- Generalmajor Claus Müller-Bülow (20 aprile 1944 - 3 agosto 1944)[1]

### 246. Volksgrenadier-Division
- Oberst Gerhard Wilck (15 settembre 1944 - novembre 1944)
- Generalmajor Peter Körte (novembre 1944 - 1° gennaio 1945)
- Oberst List (1° gennaio 1945 - 1° gennaio 1945)
- Generalmajor Walter Kühn (1° gennaio 1945 - maggio 1945)[3]